# Haladás Lap- és Könyvkiadó Betéti Társaság
A Haladás Lap- és Könyvkiadó Betéti Társaság 1923. május 1-jén alakult Kolozsvárt egy alkalmilag minden írói irányzatot átfogó egység közös irodalmi és népművelő fórumaként mint a Kaláka Betéti Társaság szélesebb keretű folytatása. Az alakuló gyűlés elnökéül felkért, de akadályoztatása miatt meg nem jelent Benedek Elek előkészített beszédének fogalmazványa szerint az egy táborba tömörült írók feladata: „...megtartani az erdélyi magyarságot az ő magyarságában; megőrizni az erdélyi lelket az ő hamisítatlan tisztaságában; megbecsülni és szaporítani azt a megbecsülhetetlen nagy kincset, mit örökül hagytak ránk a Mikes Kelemenek, az Apáczai Csere Jánosok, az Apor Péterek, a Kőrösi Csoma Sándorok, a Bolyaiak, a Jósika Miklósok, a Kemény Zsigmondok, a Dózsa Dánielek, a Kriza Jánosok és a többi díszei az erdélyi magyar tudományos és szépirodalomnak”. Az irányadás magában foglalta a román néppel való együttélés megkívánta kölcsönös irodalmi ismerkedés feladatát is.
A három kiadóvállalat (Ellenzék Rt., Lapkiadó Rt. és Minerva Rt.) közreműködésével létrejött Haladás Szentimrei Jenő igazgatása alatt kiadta a Pásztortűz és a Vasárnapi Újság folyóiratokat, s fennállásának egy esztendeje alatt 6 könyvet jelentetett meg olcsó sorozatában. Ezek: Berde Mária Vízen hold. Virág az erdőn, Győri Ernő Isten és nő, Jávor Béla Krizantém, Pap József Első könyv és Petelei István Egy asszonyért. Sebestyén Eszti című kötetei, valamint H. G. Wells A mélyben című munkája Murányi Győző fordításában. Sikerült rendezvénye volt az Írói Olimpiász.
A Haladás részben gazdasági nehézségek s részben a kiadóvállalatok széthúzása miatt 1924. május 28-án felszámolt. A két lap versenytársként szembekerült egymással, s a könyvsorozat elakadt.

## További irodalom
- Szentimrei Jenő: Kedves Gömöri Jenő. Tűz, Bécs 1923/6.
- Szabó Zsolt: Előszó. BLev. 1979.
- Benedek Elek Benedek Flórának. BLev. 133–34. és jegyzet, 336–38.
- Szentimrei Jenő Benedek Eleknek. BLev. 189–192, 239–40.